# Erzbistum Braga
Das Erzbistum Braga (lateinisch Archidioecesis Bracarensis, portugiesisch Arquidiocese de Braga) ist eine in Portugal gelegene römisch-katholische Erzdiözese mit Sitz in Braga.

## Geschichte
Das Erzbistum Braga wurde im 4. Jahrhundert als Bistum Braga errichtet. Im 12. Jahrhundert wurde das Bistum Braga zum Erzbistum erhoben. Das Erzbistum Braga gab am 23. März 1545 Teile seines Territoriums zur Gründung des Bistums Miranda ab. Weitere Gebietsabtretungen erfolgten am 20. April 1922 zur Gründung des Bistums Vila Real und am 3. November 1977 zur Gründung des Bistums Viana do Castelo.
Im Mai 2020 wurden zwei Priester des Erzbistums bei der diözesanen Kinderschutzkommission des sexuellen Missbrauchs beschuldigt. Einer der Priester war noch kurz vor der Meldung Mitglied der Diözesankurie gewesen, der andere zum Zeitpunkt der Meldung bereits verstorben. Beide Fälle waren nach Angaben des Erzbistums kirchen- und strafrechtlich verjährt; der noch lebende Priester werde von der Erzdiözese angezeigt, falls dieser noch nicht verjährte Fälle mitgeteilt würden.
Der Erzbischof von Braga ist zugleich Primas von Portugal.